# Hoisalakatte, Chiknayakanhalli
Hoisalakatte là một làng thuộc tehsil Chiknayakanhalli, huyện Tumkur, bang Karnataka, Ấn Độ.